# SpiderScribe
SpiderScribe — це онлайн-програма для створення мап думок і проведення мозкових штурмів.

## Можливості програми
За допомогою цього сервісу можна не тільки візуалізувати ідеї: свої або учасників мозкового штурму, але й супроводити їх зображеннями, мапами з Google Maps, документами та календарями. Сервіс підтримує роботу декількох людей над однією «мапою розуму». Для початку роботи необхідно зареєструватися. Інтерфейс англійською мовою, але сервіс дуже простий у використанні і дозволяє створювати мапи за лічені хвилини.
Ви можете поділитися вашою мапою або спільно створювати ментальну мапу з друзями. Надайте права на перегляд або редагування мапи:
редактори можуть змінювати мапу (користувач повинен бути зареєстрований в SpiderScribe.net)
читачі можуть переглядати мапу.

## Типи мап
- приватна (за замовчуванням) – мапу видно тільки власнику і тим, з ким автор поділився;
- загальнодоступна з посиланням – мапу видно всім, хто має посилання. Входити до акаунту SpiderScribe.net не потрібно;
- опублікована в Інтернеті – мапу видно всім. Входити до акаунту SpiderScribe.net не потрібно.

## Інтерфейс
Інтерфейс робочого листа витриманий у класичному стилі. По центру розташовується центральний елемент мапи, який задає її тему. Далі до нього додаються дочірні вузли, з яких поступово і зростає готова мапа.
На відміну від інших сервісів по створенню мап розуму, SpiderScribe дозволяє створювати мапи в довільному вигляді з наявними елементами, такими як текст, зображення, файли, події календаря та географічного розташування. Зображення можуть бути змінені, текст може бути відформатований тощо. Файли вставляються в мапу у вигляді значка і їх можна потім завантажити для перегляду на свій. Для розміщення об'єкта на мапі досить перетягнути відповідний значок з панелі. Після перенесення відкривається додаткове вікно з налаштуваннями об'єкта або для завантаження його.

## Робота з SpiderScribe
1. Заходимо на сервіс http://www.spiderscribe.net/ [Архівовано 15 травня 2015 у Wayback Machine.].
2. Реєструємося - кнопка в правому верхньому куті Login.
3. Натискаємо Sign up for free now!
4. Заповнюємо: –Your Name: ім'я; –Your Email: електронна пошта; –Your Password: пароль; –Confirm Password: ще раз пароль.
5. Після входу на сторінку вже можливе створення своєї власної мапи: у верхньому лівому кутку кнопка Great New Map.
6. У вікні Map Name(optional)обов'язково потрібно ввести назву мапи, а у вікні Description: ввести короткий опис.
7. У полі, що з'явилося починаємо працювати.Натисніть на іконку «Text», і, утримуючи правою кнопкою миші, перетягніть її на поле. Коли відпустите кнопку, на полі відобразиться комірка для введення тексту.  Для прикріплення зображення, натисніть на  іконку «Picture»,  і перетягніть її на поле. Також можна додати мапу, календар. Можна, протягнувши стрілку від однієї комірки до іншої, створити зв'язок між елементами.Скориставшись «хрестиком» можна видалити комірку. В правій стороні екрана знаходиться панель форматування зображень(зміна фону, границі зображень).
8. У верхній частині екрану знаходиться панель управління мапою (скасування останньої дії, центрування мапи, зміна розміру, друк, експортування мапи, видалення мапи).
9. Коли ви закінчили створення мапи, її треба опублікувати за допомогою кнопки «Share» в правому верхньому куті. Вам буде запропоновано варіанти: – Private (особистий) – мапа доступна тільки зазначеним людям; –Public wifh the link – мапа доступна тим, хто має посилання; –Public on internet – мапа доступна користувачам Інтернету.
10. Якщо ви вибрали режим вільного користування, далі в рядку ви побачите адресу своєї мапки. Натисніть «Save» – «Зберегти». Якщо ви вибрали режим особистого доступу, ліворуч в поле введіть адрес людей, яким ви дозволяєте доступ. Натисніть «Save» – «Зберегти».

## Застосування SpiderScribe
Мозковий штурм
мапи розуму добре підходять для збирання ідей та мозкового штурму, оскільки кожне ключове слово може мати асоціації з іншими. Завдяки таким асоціаціям можна створювати великі та розгалужені мапи думок. На відміну від звичайного мозкового штурму, під час якого отримується множина невпорядкованих ідей, які згодом впорядковуються, застосування мап розуму сприяє утворенню мережевих структур від самого початку. мапи ідей можуть також бути документацією результатів мозкового штурму.
Структура текстів
Мапи думок можна застосовувати, для охоплення структури великих (або складних) текстів, оскільки вони дозволяють явно відмічати найголовніші елементи в тексті, але, завдяки докладним розгалуженням не втрачають зміст.
Керування мапою
Використання мап для управління знаннями є можливим, оскільки мапи думок можуть докладно представляти знання завдяки глибоким відгалуженням. Також, ПЗ для роботи з мапами розуму дозволяє прив'язувати електронні документи, зображення, тощо до вершин дерева. Графічне відображення загальної структури мапи сприяє полегшенню доступу до інформації.